# Штейнхоф, Карл
Карл Ште́йнхоф (нем. Karl Steinhoff; 24 ноября 1892, Херфорд — 19 июля 1981, Вильгельмсхорст) — премьер-министр земли Бранденбург в советской зоне оккупации Германии, министр внутренних дел ГДР.

## Биография
В 1910—1921 годах Штейнхоф изучал юриспруденцию во Фрайбургском, Мюнхенском, Кёнигсбергском, Берлинском и Мюнстерском университетах и в 1921 году защитил докторскую диссертацию. До 1923 года служил в имперском министерстве внутренних дел и юстиции, до 1924 года занимал должность секретаря в посольстве Саксонии в Берлине. Также служил правительственным советником в Циттау, ландратом в Цайце и заместителем председателя правительства в Гумбиннене и заместителем обер-президента Восточной Пруссии.
В 1923 году Штейнхоф вступил в Социал-демократическую партию Германии. В 1933 году был уволен с государственной службы. в 1940—1945 годах служил синдиком на предприятии оптовой торговли картонажем в Берлине. В 1945 году Штейнхоф занял пост председателя провинциальной администрации, а в 1946—1949 годах — премьер-министром земли Бранденбург и состоял депутатом ландтага Бранденбурга. Впоследствии занимал должность министра внутренних дел ГДР. Уволен по указанию Вальтера Ульбрихта.
В 1946 году Штейнхоф выступил за объединение социал-демократов и коммунистов в советской зоне оккупации Германии, считая, что единство СДПГ и КПГ могло бы предотвратить приход к власти Гитлера.
В 1948—1949 годах Штейнхоф входил в состав Немецкого народного совета и до 1954 года являлся депутатом Временной Народной палаты ГДР. В 1949—1950 годах являлся кандидатом в члены Политбюро ЦК СЕПГ, в 1949—1954 годах — членом ЦК СЕПГ. В 1949—1955 годах Штейнхоф служил преподавателем административного права в Берлинском университете, позднее работал в окружном Совете мира ГДР в Потсдаме.

## Сочинения
- Alfredo Panzini, Francesco Pastonchi: Italienische Novellen. Übersetzt von Carl Steinhoff. MärkischerVerlag, Wilhelmshorst 1997, ISBN 3-931329-02-X (mit Lebenslauf verfasst von Steinhoffs Sohn Rudolf sowie Beitrag von Hans-Joachim Schreckenbach über die Lage in Brandenburg 1945-49)